# Manuel Bulnes Pinto
Manuel Bulnes Pinto (Santiago, 10 de junio de 1842-ibídem, 18 de abril de 1899) fue un militar y político chileno.

## Primeros años de vida
Hijo del presidente Manuel Bulnes Prieto y de Enriqueta Pinto Garmendia, hija a su vez del expresidente de Chile Francisco Antonio Pinto y hermana del expresidente Aníbal Pinto Garmendia.
Estudió en los Padres Franceses de Santiago y culminó sus estudios de derecho en París, pero prefirió dedicarse a la vida militar, ingresando al ejército en 1867, llegando a ser General de División.

### Matrimonio e hijos
Se casó en Santiago en 1877, con Elena Calvo Cruchaga, teniendo descendencia.

## Vida pública
Durante la Guerra del Pacífico fue hecho prisionero, pero canjeado a tiempo para que pudiera luchar en Tacna, Chorrillos y Miraflores. En su vida política fue diputado por Mulchén (1879-1882), integró la Comisión Permanente de Guerra y Marina, su suplente fue Ignacio Palma Rivera. Al estallar la guerra con Perú se encargó de organizar el escuadrón de carabineros de Yungay y al mando de este cuerpo marchó a la campaña del norte. No tuvo resultados positivos y estuvo como prisionero de guerra internado en Tarma. Fue canjeado posteriormente lo que le permitió incorporarse al ejército expedicionario y batirse en Tacna, Chorrillos y Miraflores.
Terminada la guerra, fue enviado a Europa, donde lo sorprendió la revolución de 1891. Apoyó a los congresistas, pero permaneció en el Viejo Continente hasta 1894, año en que fue ascendido a general de brigada y regresó a Chile. Fue sucesivamente secretario y jefe del estado mayor general. Fue ministro de Guerra y Marina (1896) del presidente Federico Errázuriz Echaurren del  18 de septiembre al 26 de noviembre; y en este corto tiempo, consagró la igualdad legal entre los antiguos y los modernos militares.